# 紀伊田辺藩
紀伊田辺藩（きいたなべはん）は、紀伊徳川家の御附家老だった安藤家が治めた藩。代々の当主は「帯刀」を名乗ったため安藤帯刀家と呼ばれた。紀伊国田辺に3万8千石の所領を与えられたが、江戸時代を通じて独立した藩としては扱われず、紀伊田辺藩主は江戸城では無席、単独登城の特権もなかった。藩主が諸侯（大名）に列し正式に藩として認められたのは明治維新後のことである。

## 概要
浅野氏が紀伊国を支配していた頃は、一族の浅野知近が領していた。
元和5年（1619年）7月、徳川家康の十男・徳川頼宣が和歌山藩主に封じられたとき、その付家老として遠江国掛川城主・安藤直次が付けられた。直次は紀伊田辺（現在の和歌山県田辺市）に3万8000石の所領と田辺城を与えられた。
安藤家の歴代当主は、和歌山藩の執政として和歌山藩政に参与することが多かったため、和歌山城下に住む者が多かった。そのため、田辺城には城代として直次の従弟である安藤直隆の子孫が務めていたが、歴代藩主は田辺入りすることも多かった。藩内では、安永6年（1777年）6月には米騒動、天明6年（1786年）12月には米価昂騰が原因で騒動が起こった。また、幕末期には海防が重視され、藩内に大砲28門、砲台築造などが行なわれた。その一方で田辺与力騒動なども起こった。
慶応4年（1868年）正月、明治政府によって独立藩と認められ和歌山藩から自立した。その数年前に田辺与力騒動が起こっている。明治4年（1871年）の廃藩置県で廃藩となり、田辺県を経て和歌山県に編入された。華族制度が成った際には万石以上の独立藩主であったにもかかわらず安藤家は子爵ではなく男爵に叙せられた。これは同時期に立藩した他の付家老四家や岩国吉川家と同様の処置である。なお岩国吉川家は明治2年に華族に列し、明治17年（1884年）の華族令で子爵に叙せられた。

## 歴代藩主
3万8000石（譜代、立藩は1868年）。
1. 安藤直次（なおつぐ）
2. 安藤直治（なおはる）
3. 安藤義門（よしかど）
4. 安藤直清（なおきよ）
5. 安藤直名（なおな）
6. 安藤陳武（のぶたけ）
7. 安藤陳定（のぶさだ）
8. 安藤雄能（かつよし）
9. 安藤次由（つぐゆき）
10. 安藤寛長（ひろなが）
11. 安藤次猷（つぐのり）
12. 安藤道紀（みちのり）
13. 安藤直與（なおとも）
14. 安藤直則（みちのり）
15. 安藤直馨（なおか）
16. 安藤直裕（なおひろ）
17. 安藤直行（なおゆき）
18. 安藤直裕（16代の再勤）

## 幕末の領地
- 紀伊国
  - 名草郡のうち - 2村
  - 有田郡のうち - 1村
  - 日高郡のうち - 34村
  - 牟婁郡のうち - 67村